# Lancer du poids masculin aux championnats du monde d'athlétisme 2005
Navigation
Paris 2003 Osaka 2007
L'épreuve du lancer du poids masculin des championnats du monde d'athlétisme 2005 s'est déroulée le 6 août 2005 dans le Stade olympique d'Helsinki, en Finlande. Elle est remportée par l'Américain Adam Nelson.

## Résultats

### Finale
| Rang               | Athlète            | Pays        | Essais  | Essais  | Essais  | Essais  | Essais  | Essais  | Marque  | Notes |
| Rang               | Athlète            | Pays        | 1       | 2       | 3       | 4       | 5       | 6       | Marque  | Notes |
| ------------------ | ------------------ | ----------- | ------- | ------- | ------- | ------- | ------- | ------- | ------- | ----- |
| Médaille d'or      | Adam Nelson        | États-Unis  | 21,73 m | 21,28 m | 21,68 m | x       | 21,04 m | x       | 21,73 m | SB    |
| Médaille d'argent  | Rutger Smith       | Pays-Bas    | 21,29 m | 21,04 m | 21,23 m | 20,87 m | x       | 20,66 m | 21,29 m |       |
| Médaille de bronze | Ralf Bartels       | Allemagne   | 20,30 m | x       | 20,61 m | 20,77 m | 20,53 m | 20,99 m | 20,99 m |       |
| 4                  | Christian Cantwell | États-Unis  | 20,87 m | x       | x       | x       | 20,57 m | x       | 20,87 m |       |
| 5                  | Joachim Olsen      | Danemark    | 20,13 m | 20,73 m | x       | 20,49 m | 19,68 m | x       | 20,73 m |       |
| 6                  | Ville Tiisanoja    | Finlande    | 18,29 m | 19,95 m | 20,57 m | 20,04 m | 20,15 m | x       | 20,57 m |       |
| 7                  | Tomasz Majewski    | Pologne     | 20,08 m | x       | 20,23 m |         |         |         | 20,23 m |       |
| 8                  | Tepa Reinikainen   | Finlande    | 19,69 m | 20,09 m | 19,31 m |         |         |         | 20,09 m |       |
| 9                  | Mikuláš Konopka    | Slovaquie   | 19,33 m | 19,67 m | 19,72 m |         |         |         | 19,72 m |       |
| 10                 | Carl Myerscough    | Royaume-Uni | 19,15 m | 19,67 m | x       |         |         |         | 19,67 m |       |
| DQ                 | Yuriy Bilonoh      | Ukraine     | 20,89 m | x       | 20,32 m | 20,42 m | 20,81 m | x       | 20,89 m |       |
| DQ                 | Andrei Mikhnevich  | Biélorussie | 20,73 m | 20,43 m | 20,72 m | x       | 20,36 m | 20,74 m | 20,74 m |       |

## Légende
Records et Performances
- AR : Record continental (area record)
- CR : Record des championnats (championship record)
- MR : Record du meeting (meet record)
- NR : Record national (national record)
- OR : Record olympique (olympic record)
- PR : Record paralympique (paralympic record)
- PB : Record personnel (personal best)
- SB : Meilleure performance personnelle de la saison (season's best)
- WL : Meilleure performance mondiale de l'année (world leader)
- WJR : Record du monde junior (world junior record)
- WR : Record du monde (world record)

Circonstances et Conditions
- DNF : N'a pas terminé (did not finish)
- DNS : N'a pas pris le départ (did not start)
- DQ : Disqualification (disqualification)
- NM : Aucun essai valable enregistré (No Mark)
- Q : Qualifié « directement » au prochain tour (ou à la prochaine compétition), lors d'une compétition majeure, grâce au classement ou à la réalisation des minima (automatic qualifier)
- q : Qualifié au prochain tour (ou à la prochaine compétition), lors d'une compétition majeure, grâce au repêchage ou à la réalisation de l'une des meilleures performances parmi celles des « non qualifiés directement » (grâce au meilleur temps ou à la meilleure distance par exemple) (secondary qualifier)